# 中央アジア史

中央アジアの国

中央アジアの歴史（英語: History of Central Asia）は、「中央アジア」をどう見るかによって様相を異にするが、一般に、ユーラシア大陸内陸部を拠点とする遊牧民族、およびオアシス国家の歴史を指す。
歴史上、中央アジアの遊牧民は、北アジアのモンゴル高原から中央アジア・イラン高原・アゼルバイジャン・カフカス・キプチャク草原・アナトリアを経て東ヨーロッパのバルカンまでを活動領域としてきた。匈奴・サカ・スキタイの時代から、パルティア・鮮卑・突厥・ウイグル・セルジューク・モンゴル帝国などを経て近代に至るまでユーラシア大陸全域の歴史に関わり、遊牧生活によって涵養された馬の育成技術と騎射の技術、卓越した移動力、騎兵戦術に裏打ちされた軍事力、そして交易で歴史を動かしてきた。遊牧民を介してユーラシア大陸の東西はシルクロードなどを用いて交流し、中国の火薬などの技術がモンゴル帝国を通じてヨーロッパに伝わってもいる。以下、東西の文献資料の記録から概説する。

## 古代
考古学上の発見によると、この地域には紀元前2300年頃以降、より西方（ロシア南部からウクライナにかけての草原地帯）から移住してきたインド・ヨーロッパ語族・インド・イラン語派の話者によるアンドロノヴォ文化が栄えた。彼らの中からインド亜大陸に移住した者の言語がインド語派となる一方、この地域からそれほど離れなかった者の言語がイラン語派の諸言語になり、彼らの子孫が以下紹介する諸民族になったと推定されている。その中でも最初期のシンタシュタ文化の葬儀の儀式は、インドの古典リグ・ヴェーダに記述されているものと酷似している。
古代ギリシア・ローマの記録によると、紀元前6世紀の中央アジアにはダアイ、マッサゲタイ、サカイといった、インド・ヨーロッパ語族イラン語派に属する諸言語を話す遊牧民族や、ソグディア人、バクトリア人といった定住民族がおり、時の世界帝国であるアケメネス朝ペルシアに従属したり、敵対したりしていたという。なかでもマッサゲタイはトミュリス女王のもと、キュロス2世（在位：紀元前550年 - 紀元前529年）の侵攻に耐え、ペルシア軍を撃退し、キュロス2世を戦死させるほど強盛を誇った。
紀元前4世紀、マケドニアのアレクサンドロス3世はアケメネス朝を倒して東方へ進出、中央アジアにおいてサカイ、マッサゲタイを撃退し、ソグディア人、バクトリア人をその支配下に置いた。彼の死後、その広大な領土はギリシア系の後継王朝が支配することとなるが、特にグレコ・バクトリア王国にいたっては、東方におけるギリシア文化の発展と、北方遊牧民族から南アジア、西アジア文明を守る防壁の役割を果たした。紀元前2世紀、このギリシア国家はアシオイ、パシアノイ、トカロイ、サカラウロイといった北方の騎馬民族によって滅ぼされ、西方史料の情報もいったん途絶える。
西方史料に代わって中央アジアの歴史を伝えてくれるのが中国の歴史書である。中国の史料では、この「北方騎馬民族によるギリシア国家滅亡」によく似た事件を伝えている。紀元前2世紀に中国の甘粛省にいたとされる遊牧民族「月氏」が、モンゴル高原の遊牧民族「匈奴」によって撃退され、はるか西方の中央アジアに移動し、もともとそこにいた大夏国を征服して「大月氏」と称した。途中、月氏はセミレチエ地方において「塞」という民族を撃退したとあり、これを西方史料のいう「サカイ」に比定したり、「大夏」を「トカロイ」もしくはグレコ・バクトリア王国に比定したりする研究があったが、いずれにしても「中央アジアに北から遊牧騎馬民族が侵入してきた」という同事件を指している。
一方、中国史料は大月氏のほかに、カザフ草原の遊牧民族「奄蔡」や「康居」、フェルガナ盆地の「大宛」、天山地域の「烏孫」、タリム盆地のオアシス諸国「亀茲」「焉耆」「楼蘭」「車師」「于闐」「疏勒」「莎車」といった国々を記している。
東トルキスタンには、古くはインド・ヨーロッパ語族の言葉を話す人（いわゆるアーリア人）が居住していた。タリム盆地には疏勒・亀茲・焉耆・車師・楼蘭・于闐・疏勒・莎車などの都市国家が交易により栄えたが、しばしば遊牧国家の匈奴や中国の漢の支配下に入り、その朝貢国となった。天山・セミレチエ地方の烏孫はもともと匈奴の従属国であったが、半ば独立して漢帝国と友好関係を結んだ。
1世紀、大月氏はクシャーナ朝に取って代わり、タリム盆地や北インドに進出し、大帝国を築いた。また、カニシュカ1世の時代に仏教を取り入れ、ガンダーラ美術を発展させた。クシャーナ朝は自身の記録を残しており、ギリシア文字／バクトリア語で書かれた『スルフ・コタル碑文』や『ラバータク碑文』は有名である。クシャーナ朝は3世紀にサーサーン朝の圧力を受けて衰退し、5世紀になって北東の遊牧民族エフタルに滅ぼされた。

## 中世
4世紀ごろに北匈奴の残党ともいわれる遊牧民族のフン族の進出によってゲルマン民族の大移動が引き起こされる。その後も、遊牧民族の柔然・突厥・回鶻・契丹が強大な軍事力でモンゴル高原からキプチャク草原に至るステップ地域を席巻した。

### 柔然
5世紀、モンゴル高原で強大化した柔然はタリム盆地のオアシス諸国を支配下に入れ、紀元前2世紀以来続いた烏孫の国家を滅ぼし、中央アジアでエフタルと隣接した。エフタルは東南ではインドのグプタ朝と戦い、西ではサーサーン朝と戦ってペーローズ1世（在位：459年 - 484年）を戦死させ、北では高車と戦って高車王の阿伏至羅の弟である窮奇を殺し、その子の弥俄突らを捕えるなど、周辺の国々と絶えず戦争を行った。

### 突厥
6世紀中頃の555年、中央ユーラシア東部の覇者であった柔然可汗国はその鍛鉄奴隷であった突厥に滅ぼされる。柔然を滅ぼした突厥は西方攻略を進め、室点蜜（イステミ）を中央アジアに派遣し、サーサーン朝のホスロー1世（在位：531年 - 579年）と協同でエフタルに攻撃を仕掛け、徹底的な打撃を与えた。これによってエフタルはシャシュ（石国）、フェルガナ（破洛那国）、サマルカンド（康国）、キシュ（史国）を突厥に奪われ、567年ごろまでに残りのブハラ（安国）、ウラチューブ（曹国）、マイマルグ（米国）、クーシャーニイク（何国）、カリズム（火尋国）、ベティク（戊地国）も占領され、滅亡させられた。以後、中央アジアは突厥の支配下に入り。657年、一時は唐の支配下に入ってともにアラブ・イスラーム勢力と戦うも。
突厥は柔然の旧領をも凌ぐ領土を支配し、中央ユーラシアを支配した。582年に東西に分裂し、8世紀には両突厥が滅亡する。

### ウイグル可汗国
タリム盆地の北に位置しモンゴル高原の南西にあるジュンガル盆地には、古来より遊牧民族が暮らしており、主にモンゴル高原を支配する遊牧国家（匈奴、突厥など）の勢力圏となっていたが、鉄勒の中からウイグル（回鶻）が台頭し、8世紀には突厥を滅ぼした。鉄勒は突厥以外のテュルク系民族を指す概念で、九姓（トクズ・オグズ）とも呼ばれていた。鉄勒は中央ユーラシア各地に分布し、中国史書では「最多の民族」とある。鉄勒は突厥に叛服を繰り返していたが、鉄勒の一部族の回紇（ウイグル）が台頭し、葛邏禄（カルルク）、抜悉蜜（バシュミル）といったテュルク系民族とともに東突厥第二可汗国を滅ぼした。この時期のウイグルは、タリム盆地、ジュンガル盆地、モンゴル高原など広大な領域を勢力圏とし、多くの部族を従えたため、ウイグル可汗国と呼ばれている。ウイグルの影響力は絶大であり、安史の乱等ではしばしば唐を助け、婚姻関係を結ぶなど関係を深めたが、両突厥の滅亡後は中央ユーラシア各地に広まったテュルク系民族がそれぞれの国を建て、細分化していった。
モンゴル高原では東突厥を滅ぼした回紇（ウイグル）が回鶻可汗国を建て、中国の唐王朝と友好関係を築きシルクロード交易で繁栄したが、内紛が頻発して黠戛斯（キルギス）の侵入を招き、840年に崩壊した。モンゴル高原より逃亡したウイグル人は甘州ウイグル王国、天山山脈北麓ユルドゥズ地方の広大な牧草地を確保してこれを本拠地とし、天山ウイグル王国を建てた。天山ウイグル王国は東トルキスタン（タリム盆地、トルファン盆地、ジュンガル盆地）の東半分を占領し、マニ教，仏教，景教（ネストリウス派キリスト教）を信仰した。これらは東トルキスタンにおける定住型テュルク人（現代ウイグル人）の祖となり、タリム盆地のテュルク化を促進した。同時期に別のテュルク系民族がタリム盆地にカラ・ハン朝を興した。この結果、東トルキスタンの住民は、次第にテュルク化に向かい、カラ・ハン朝がイスラム教に改宗すると、イスラム化が進んだ。
カスピ海以西では、9世紀に遊牧民族のマジャルがアールパード王に率いられハンガリー平原に移住したが、レヒフェルトの戦いにおいてオットー1世に敗れると、キリスト教化政策を進め、ハンガリー平原に統一国家を建設する。ほか、アヴァール、ブルガール，ハザール，ペチェネグが割拠しており、南ルーシの草原で興亡を繰り広げていた。11世紀になるとキメクの構成部族であったキプチャク（クマン人、ポロヴェツ）が南ルーシのキプチャク草原に侵入し、モンゴルの侵入まで勢力を保つ。

### カラハン朝とテュルク・イスラーム
中央アジアではカルルク、突騎施（テュルギシュ），キメク、オグズといった諸族が割拠していたが、10世紀にサーマーン朝の影響を受けてイスラーム化が進み、テュルク系民族初となるカラハン朝が誕生する。彼らはやがてトゥルクマーン（イスラームに改宗したオグズ）と呼ばれ、中央アジア各地で略奪を働き、土地を荒廃させていったが、セルジューク家のトゥグリル・ベグによって統率されるようになると、1040年にガズナ朝を潰滅させ、ホラーサーンの支配権を握る。1055年、トゥグリル・ベクはバグダードに入城し、アッバース朝のカリフから正式にスルターンの称号を授与されるとスンナ派の擁護者としての地位を確立する。このセルジューク朝が中央アジアから西アジア、アナトリア半島にいたる広大な領土を支配したために、テュルク系ムスリムがこれらの地域に広く分布することとなった。また、イスラーム世界において奴隷としてのテュルク（マムルーク）は重要な存在であり、イスラーム勢力が聖戦（ジハード）によって得たテュルク人捕虜は戦闘力に優れているということでサーマーン朝などで重宝され、時にはマムルーク自身の王朝（ホラズム・シャー朝、ガズナ朝、マムルーク朝、奴隷王朝など）が各地に建てられることもあった。こうした中でテュルク・イスラーム文化というものが開花し、数々のイスラーム書籍がテュルク語によって書かれることとなる。こうしたことによってイスラーム世界におけるテュルク語の位置はアラビア語、ペルシア語に次ぐものとなり、テュルク人はその主要民族となった。
東トルキスタンの西半分はイスラームを受容したカラハン朝の領土となったため、カシュガルを中心にホータンやクチャもイスラーム圏となる。これら2国によって東トルキスタンは急速にテュルク化が進み、古代から印欧系の言語（トカラ語、ガンダーラ語）であったオアシス住民も11世紀後半にはテュルク民族と化した。

### 契丹と西遼
カラ・ハン朝は後に東西に分裂し、東カラ・ハン朝は金に敗れて西遷してきた遼の皇族耶律大石率いる契丹族によって12世紀に滅ぼされた。彼ら契丹族がトルキスタンに建てた王朝はカラ・キタイまたは西遼などと呼ばれている。カラ・キタイはさらなる勢力拡大を目指し、西トルキスタンに割拠していた西カラ・ハン朝を攻撃して服属させるとともに、その援軍として現れたセルジューク朝の軍に大勝して中央アジアでの覇権を確立した。結果、天山ウイグル王国やホラズム・シャー朝を影響下に置くこととなった。

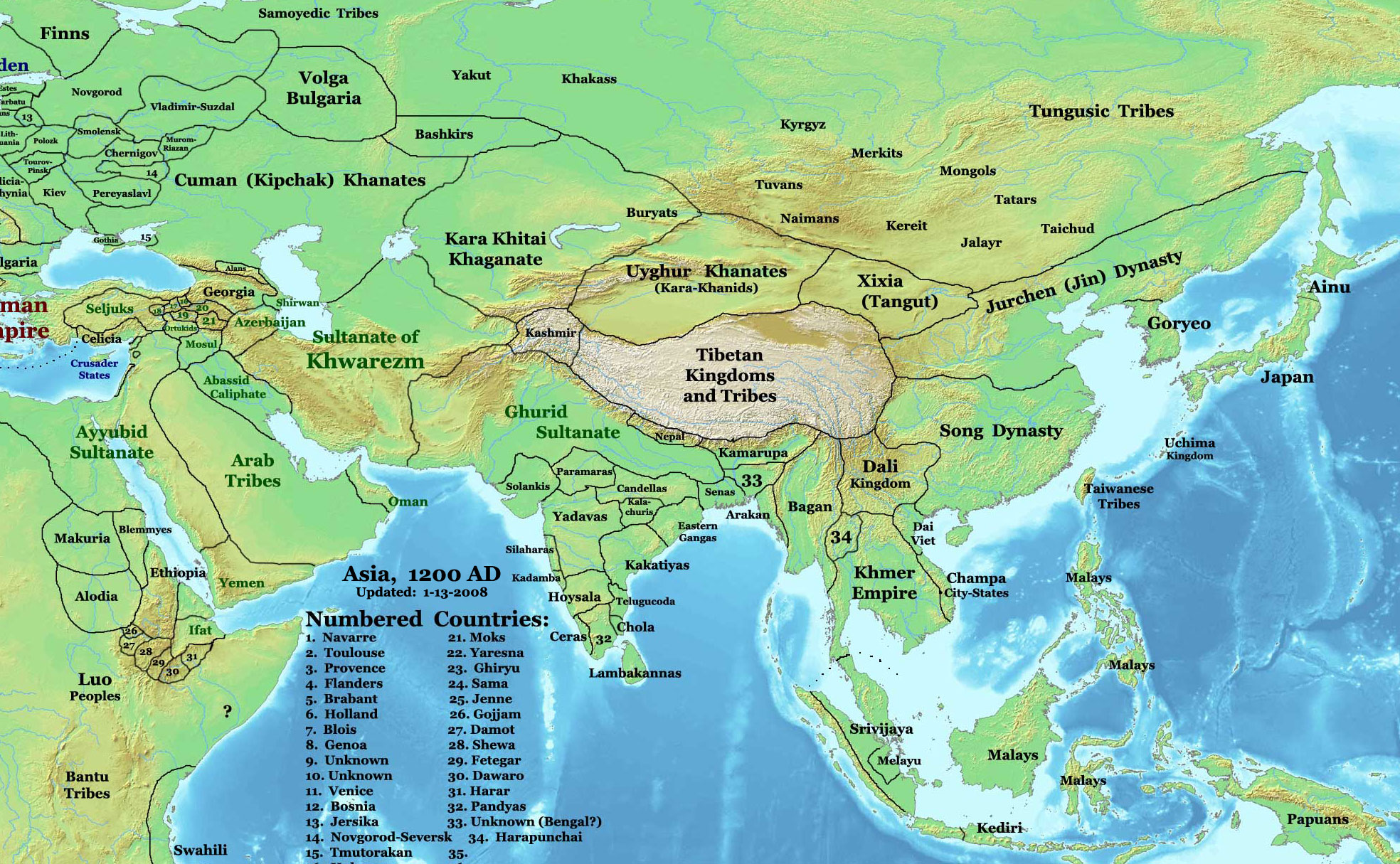
13世紀前半の世界

中央アジアの草原地帯にはカルルク、テュルギシュ、キメク、オグズといった西突厥系の諸族が割拠しており、オアシス地帯ではイラン系の定住民が既にイスラーム教を信仰していた。他言語話者がテュルク語に変更するにはテュルク語でイスラーム教を布教するのがもっとも効果的なのであるが、西トルキスタンでは定住民が既にムスリムであったり、遊牧民と定住民の住み分けがなされていたり人口が多かったために東トルキスタンほど急速にテュルク化が起きなかった。西トルキスタンの場合は、ホラズム・シャー朝、カラキタイ、ティムール朝、シャイバーニー朝といった王朝のもとでゆっくりとテュルク化が進んでいった。

### モンゴル帝国

チンギス・カン在世中の諸遠征とモンゴル帝国の拡大

13世紀ごろ、モンゴル帝国はモンゴル高原・中国・中央アジア・イラン・イラク・アナトリア・東ヨーロッパを支配するなど、強大な軍事力でユーラシア大陸を席巻した。モンゴル高原に割拠した遊牧民の部族は「モンゴル」「メルキト」「ナイマン」「ケレイト」「タイチウト」などで、元は遊牧民の帝国であるモンゴル帝国の一部である。
古代からモンゴル高原には絶えず統一遊牧国家が存在してきたが、840年のウイグル可汗国（回鶻）の崩壊後は360年の長期にわたって統一政権が存在しない空白の時代が続いた。これはゴビの南（漠南）を支配した遼（契丹）や金（女真）といった王朝が、巧みに干渉して漠北に強力な遊牧政権が出現しないよう、政治工作をしていたためであった。当時、モンゴル高原にはケレイト、ナイマン、メルキト、モンゴル、タタル、オングト、コンギラトといったテュルク・モンゴル系の諸部族が割拠していたが、13世紀初頭にモンゴル出身のテムジンがその諸部族を統一して新たな政治集団を結成し、チンギス・カン（在位：1206年 - 1227年）として大モンゴル・ウルス（モンゴル帝国）を建国した。チンギス・カンはさらに周辺の諸民族・国家に侵攻し、北のバルグト、オイラト、キルギス、西のタングート（西夏）、天山ウイグル王国、カルルク、カラキタイ（西遼）、ホラズム・シャー朝をその支配下に置き、短期間のうちに大帝国を築き上げた。チンギス・カンの後を継いだオゴデイ・カアン（在位：1229年 - 1241年）も南の金朝を滅ぼして北中国を占領し、征西軍を派遣してカスピ海以西のキプチャク、ヴォルガ・ブルガール、ルーシ諸公国を支配下に置いてヨーロッパ諸国にも侵攻した。ユーラシア大陸を覆い尽くすほどの大帝国となったモンゴルであったが、第4代モンケ・カアン（在位：1251年 - 1259年）の死後に後継争いが起きたため、帝国は4つの国に分裂してしまう。
モンゴル帝国時代にテュルクのモンゴル語化はあまり起きなかった。むしろイスラーム圏に領地を持ったチャガタイ・ウルス（チャガタイ汗国）、フレグ・ウルス（イル汗国）、ジョチ・ウルス（キプチャク汗国）ではイスラームに改宗するとともにテュルク語を話すモンゴル人が現れた。こうしてモンゴル諸王朝のテュルク・イスラーム化が進んだために、モンゴル諸王朝の解体後はテュルク系の国家が次々と建設される。
天山ウイグル王国は、カラ・キタイがホラズム・シャー朝の勃興により相対的に弱体化していたため、いち早くモンゴルに服属し、その駙馬王家としてモンゴルの王族に準ずる待遇を得た。オアシス定住民の統治に長けていた天山ウイグル王国はその後もモンゴル帝国の庇護を受け、14世紀後半にいたるまでその王権が保たれた。ウイグル人は高度な知識を持ち、モンゴル帝国の官僚として活躍し、またウイグル文字はモンゴル文字の基礎になった。モンゴルの内紛が起きると天山ウイグル政権はトルファン地域を放棄したが、その精神を受け継いだウイグル定住民たちは現在もウイグル人として生き続けている。
モンゴル帝国支配下の東トルキスタンを大きく分けると、天山ウイグル王国の領域のほか、チンギス・ハンの第三子オゴデイ系の領地（オゴデイ・ハン国）と第二子チャガタイ系の領地（チャガタイ・ハン国）に分かれていた。カラハン朝以来イスラーム圏となっていたタリム盆地西部以西にはモンゴル時代にチャガタイ・ウルス（チャガタイ・ハン国）が形成され、天山ウイグル領で仏教圏であった東部もその版図となり、イスラーム圏となる。やがてチャガタイ・ハン国はパミールを境に東西に分裂するが、この要因のひとつにモンゴル人のテュルク化が挙げられる。マー・ワラー・アンナフルを中心とする西側のモンゴル人はイスラームを受容してテュルク語を話し、オアシス定住民の生活に溶け込んでいった。彼ら自身は「チャガタイ」と称したが、モンゴルの伝統を重んじる東側のモンゴル人は彼らを「カラウナス（混血児）」と蔑み、自身を「モグール」と称した。そのためしばらく東トルキスタンは「モグーリスタン」と呼ばれることとなる。
やがてモンゴル帝国は王族間対立などによって徐々に解体へと向かうこととなるが、オゴデイの孫カイドゥは、モンゴル帝国の宗主たる元のクビライに公然と反旗を翻し、帝国の解体に大きな影響を与えた。その後、東トルキスタンは長らくモンゴル系領主の支配を受けた。

### ティムール朝
14世紀後半の1370年にティムール朝が興り、トゥーラーン・マー・ワラー・アンナフル・ホラーサーン・ヒンドゥースタン・イラン・イラクを支配した。なお、それに先駆けて1299年にはオスマン帝国が興り、東欧・黒海沿岸・シリア・エジプト・イラクなどを支配している。
東チャガタイ・ハン国（モグーリスタン）から台頭したティムールは西トルキスタンとイラン方面（旧フレグ・ウルス）を占領し、モグーリスタンとジョチ・ウルスをその影響下に入れて大帝国を築き上げた。彼自身がテュルク系ムスリムであったため、また西トルキスタンにテュルク人が多かったため、ティムール朝の武官たちはテュルク系で占められていた。しかし、文官はイラン系のターズィーク人が担っていたため、ティムール朝の公用語はイラン系のペルシア語と、テュルク系のチャガタイ語が使われた。

## 近世

### ウズベク・カザフ
キプチャク草原を根拠地としたジョチ・ウルスはイスラームを受容し、多くのテュルク系民族を抱えていたためにテュルク化も進展した。15世紀になると、カザン・ハン国、アストラハン・ハン国、クリミア・ハン国、シャイバーニー朝、カザフ・ハン国、シビル・ハン国といったテュルク系の王朝が次々と独立したため、ジョチ・ウルスの政治的統一は完全に失われた。
現在のウズベク人とカザフ人の祖先はジョチ・ウルス東部から独立したシバン家のアブール＝ハイル・ハーン（在位：1426年 - 1468年）に率いられた集団であった。彼らはウズベクと呼ばれ、キプチャク草原東部の統一後、シル川中流域に根拠地を遷したが、ジャーニー・ベク・ハーンとケレイ・ハーンがアブール＝ハイル・ハーンに背いてモグーリスタン辺境へ移住したため、ウズベクは2つに分離し、前者をウズベク、後者をウズベク・カザフもしくはカザフと呼んで区別するようになった。アブール＝ハイル・ハーンの没後、ウズベク集団は分裂し、その多くは先に分離していたカザフ集団に合流した。勢力を増したカザフはキプチャク草原の遊牧民をも吸収し、強力な遊牧国家であるカザフ・ハン国を形成した。やがてウズベクの集団もムハンマド・シャイバーニー・ハーンのもとで再統合し、マー・ワラー・アンナフル、フェルガナ、ホラズム、ホラーサーンといった各地域を占領してシャーバーニー朝と呼ばれる王朝を築いた。
1599年にシャイバーニー朝が滅亡したあと、マー・ワラー・アンナフルの政権はジャーン朝（アストラハン朝）に移行した。ジャーン朝は1756年にマンギト朝によって滅ぼされるが、シャイバーニー朝からマンギト朝に至るまでの首都がブハラに置かれたため、この3王朝をあわせてブハラ・ハン国と呼ぶ。また、ホラズム地方のウルゲンチを拠点とした政権（これもシャイバーニー朝）は17世紀末にヒヴァに遷都したため、次のイナク朝（1804年 - 1920年）とともにヒヴァ・ハン国と呼ばれる。そして、18世紀にウズベクのミング部族によってフェルガナ地方に建てられた政権はコーカンドを首都としたため、コーカンド・ハン国と呼ばれる。これらウズベク人によって西トルキスタンに建てられた3つの国家を3ハーン国と称する。

### ロシアの征服
13世紀に始まるモンゴル人のルーシ征服はロシア側から「タタールのくびき (татарское иго)」と呼ばれ、ロシア人にとっては屈辱的な時代であった。しかし、モスクワ大公のイヴァン4世（在位：1533年 - 1584年）によってカザン・ハン国、アストラハン・ハン国といったジョチ・ウルス系の国家が滅ぼされると、ロシアの中央ユーラシア征服が始まる。このときロシアに降ったテュルク系ムスリムはロシア側から「タタール人」と呼ばれていたが、異教徒である彼らはロシアの抑圧と同化政策に苦しめられ、カザフ草原やトルキスタンに移住する者が現れた。
16世紀末になってロシア帝国はシベリアのシビル・ハン国を滅ぼし、カザフ草原より北の森林地帯を開拓していった。同じころ、カザフ草原のカザフ・ハン国は大ジュズ、中ジュズ、小ジュズと呼ばれる3つの部族連合体に分かれていたが、常に東のモンゴル系遊牧集団ジュンガルの脅威にさらされていた。1730年、その脅威を脱するべく小ジュズのアブル＝ハイル・ハンがロシア帝国に服属を表明し、中ジュズ，大ジュズもこれにならって服属を表明した。

### ジュンガル、清の進出
16世紀にウイグル人国家であるヤルカンド・ハン国が成立したが、この支配者もチャガタイ系でモンゴル系であった。ヤルカンド・ハン国は、17世紀に北方からやってきたオイラト族のジュンガル部に滅ぼされた。さらに、18世紀半ばにはジュンガルが清により征服され、その支配下に入った。清朝の支配では、イリ将軍統治下の回部として、藩部の一部を構成することとなり、その土地は「ムスリムの土地」を意味する「回疆」、もしくは「新しい土地」を意味する「新疆」と呼ばれた。

## 近代
19世紀の半ば、バルカン半島から中央アジアに及ぶ広大な地域を舞台に、大英帝国とロシア帝国との「グレート・ゲーム」が展開されていた。ロシア帝国はイギリスよりも先にトルキスタンを手に入れるべく、1867年にコーカンド・ハン国を滅ぼし、1868年にブハラ・ハン国を、1873年にヒヴァ・ハン国を保護下に置き、1881年に遊牧集団トルクメンを虐殺して西トルキスタンを支配下に入れた。東トルキスタンはかつてウイグリスタン、モグーリスターンとよばれ、西トルキスタンはマー・ワラー・アンナフルと呼ばれていたが、これらの地域を「トルキスタン」と一括する慣習は19世紀以降のロシアによる。
19世紀の後期、西トルキスタンのフェルガナ盆地を支配していたコーカンド・ハン国の軍人ヤクブ・ベクの手によっていったん東トルキスタンの大半が清から離脱する。しかし、まもなく清は欽差大臣の左宗棠を派遣して再征服に成功した。この時期になると列強が積極的に東アジアに進出してきており、清はヤクブ・ベクの乱をきっかけにロシア帝国との国境地帯にあたる東トルキスタンの支配を重視し、1884年に清朝内地並の行政制度が敷かれることとなった（新疆省）。
また、ロシア領内のテュルク人の間では、19世紀末からムスリムの民族的覚醒を促す運動が起こり、オスマン帝国を含めてテュルク人の幅広い連帯を目指す汎テュルク主義（汎トルコ主義）が生まれた。しかし、ロシア革命が成功すると、旧ロシア帝国領内に住むテュルク系諸民族は個々の共和国や民族自治区に細分化されるに至った。一方、トルコ革命が旧オスマン帝国であるアナトリアに住むトルコ人だけのための国民国家であるトルコ共和国を誕生させた結果、汎テュルク主義は否定される形となった。

### 20-21世紀
帝政ロシアの支配下にあった西トルキスタンは、帝国がロシア革命で倒されたあとは社会主義共和国が作られ、ソビエト連邦の傘下に組み込まれた。その際、各共和国の国境線は人為的に引かれたため、民族分布とは必ずしも合っていない。1991年のソビエト連邦崩壊後、旧ソ連から5つのテュルク系民族の共和国が悲願の独立を果たす。これら諸共和国やタタール人などのロシア領内のテュルク系諸民族と、トルコ共和国のトルコ人たちとの間で、汎テュルク主義の再台頭ともみなしうる新たな協力関係が構築されつつある一方、独立以降も経済的・軍事的にはいまだにロシアの影響は強い。また中央アジア連合創設への提案も行われている。
東トルキスタンは清の乾隆帝に征服されて以来、清朝→中華民国→中華人民共和国と異民族による支配が続いている。辛亥革命によって清が滅亡した際、東トルキスタンはイリ地方の軍事政権、東部の新疆省勢力圏などに分かれたが、やがて漢人勢力の新疆省がイリ地方を取り込んだ。この結果、藩部のうち、民族政権が維持されていたチベットとモンゴルは手を携えて「中国とは別個の国家」であることを宣言（チベット・モンゴル相互承認条約）したのに対し、漢人科挙官僚によって直接支配が維持された東トルキスタンは、中華民国への合流を表明することとなった。ただし、中華民国中央が軍閥による内戦状態にあったため、新疆省は以後数十年にわたり事実上の独立国のような状態であった。
1933年および1944年から 1946年にかけてソ連の後援でウイグル人主体の独立政権である東トルキスタン共和国の建国が試みられたが、1949年の中国共産党による中華人民共和国成立およびウイグル侵攻によって併合され、その支配下に入った。その後大量の漢民族が国策的に移民してきており、駐留する人民解放軍と合わせるとウイグル人よりも多くなると言われている。1955年には新疆ウイグル自治区が設置された。

### ソ連崩壊後
1991年12月、ソ連が崩壊した。これにより完全な独立を果たした中央アジア諸国は、資本主義経済へ移行していくこととなるが、そのためには経済システムの刷新が不可避であった。特にカザフスタン・ウズベキスタン・トルクメニスタンの3か国は現在もこの刷新のための様々な計画を推し進めており、開発や整備、環境改善、専門施設の設立など多方面に至る改新プロジェクトを打ち立て続けている。